# تيد دبليو. براون
تيد دبليو. براون (بالإنجليزية: Ted W. Brown)‏ هو سياسي أمريكي، ولد في 19 أبريل 1906، وتوفي في 20 أغسطس 1984. حزبياً، نشط في الحزب الجمهوري.